# Gravure biélorusse
 (août 2018).
 (août 2018).
Si vous disposez d'ouvrages ou d'articles de référence ou si vous connaissez des sites web de qualité traitant du thème abordé ici, merci de compléter l'article en donnant les références utiles à sa vérifiabilité et en les liant à la section « Notes et références ».
Le gravure biélorusse une forme artistique apparue en Biélorussie au début du XVIe siècle. Son émergence est liée au développement d'un artisanat utilisant des techniques de gravure.

## Gravure biélorusse du XVIe siècle
En 1517, l'activité d'édition de Francysk Skaryna a commencé, qui a publié 23 livres de la Bible (1517-1519), Le Petit Livre des Routes (1522) et L'Apôtre (1525).
Chacun de ses livres s'ouvre sur une page de titre gravée et se termine par une courte postface qui indique qui l'a publié, pour qui et où. Au total, les livres de Skaryna contiennent 52 gravures, des milliers de lettrines et de nombreux autres éléments de décoration du livre de haut niveau artistique.
Les auteurs des gravures dans les livres des historiens de l'art de Skaryna ont reçu des critiques mitigées. Par exemple, Dmitry Rovinsky, Vladimir Stassov, Vladimirov, Karataev et Shchekotikhin supposent que certains d'entre eux sont fabriqués par des maîtres allemands et tchèques. Cependant, V. F. Shmatov, L. T. Borozna, O. M. Shutova et d'autres chercheurs biélorusses pensent que seul Skaryna est l'auteur des gravures. Les gravures Vodokrepenie et Disputation dans le temple, réalisées d'une autre manière, peuvent faire exception,,,.